# 철권 5 다크 리저렉션
철권 5 다크 리저렉션은 플레이스테이션 3, 플레이스테이션 포터블(Play Station Portable, 줄여서 PSP)로 출시된 2006년 비디오 게임이다. PS3로는 한층 더 높아진 콘솔에 맞추어서 그래픽 등이 더욱 높아졌고, PSP 버전은 휴대용에 맞게 그래픽과 인터페이스도 조금 변했다.
캐릭터 기술 판정 등의 일부 요소가 밸런스 조정이 되었고 신 캐릭터인 리리, 드라그노프가 추가되기도 하였다. (일부 맵 디자인도 바뀌었다.)
또한 PS3 버전은 추가로 철권 5의 보스 캐릭터이자 미시마 헤이하치의 아버지인 미시마 진파치를 플레이 할 수 있다. (캐릭터는 보스 그대로이다.)